# Lambda Boötis
Lambda Boötis (λ Boo / λ Boötis) è una stella bianca di magnitudine 4,18 situata nella costellazione di Boote. Dista 97 anni luce dal sistema solare.

## Osservazione

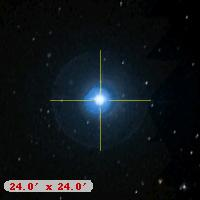

Si tratta di una stella situata nell'emisfero celeste boreale. La sua posizione è fortemente boreale e ciò comporta che la stella sia osservabile prevalentemente dall'emisfero nord, dove si presenta circumpolare anche da gran parte delle regioni temperate; dall'emisfero sud la sua visibilità è invece limitata alle regioni temperate inferiori e alla fascia tropicale. Essendo di magnitudine 4,2, la si può osservare anche dai piccoli centri urbani senza difficoltà, sebbene un cielo non eccessivamente inquinato sia maggiormente indicato per la sua individuazione.
Il periodo migliore per la sua osservazione nel cielo serale ricade nei mesi compresi fra fine marzo e agosto; nell'emisfero nord è visibile anche verso l'inizio dell'autunno, grazie alla declinazione boreale della stella, mentre nell'emisfero sud può essere osservata limitatamente durante i mesi tardo-autunnali australi.

## Caratteristiche fisiche
Si tratta di una stella bianca peculiare, è il prototipo della tipologia Lambda Bootis, rare stelle che presentano un'abbondanza piuttosto bassa di metalli negli strati esterni. Ha una massa 1,66 volte quella del Sole, è una ventina di volte più luminosa e il suo raggio è del 70% superiore a quello solare. L'età della stella è stata stimata essere di circa 300 milioni di anni
Possiede una magnitudine assoluta di 1,81 e la sua velocità radiale positiva indica che la stella si sta allontanando dal sistema solare.